# پهلوان در قرن اتم
پهلوان در قرن اتم فیلمی به کارگردانی مهدی میرصمدزاده و نویسندگی کاظم اسماعیلی و تهیه‌کنندگی ناصر مجدبیگدلی محصول سال ۱۳۵۰ است.

## خلاصه داستان
سهراب جوان بزدل و تنبلی است که با مادرش زندگی می‌کند و افراسیاب به توصیهٔ عمویش قصد دارد او را خل و چل نشان بدهد تا ثروت موروثی سهراب را به جیب بزند…

## بازیگران
- رضا بیک ایمانوردی
- گیتی فروهر
- طاهره غفاری
- احمد قدکچیان
- عبدی
- عزت اله وثوق
- فرامرز محمودی
- محمد فرزین
- جمالی
- علی تبریزی
- شعبان شهری
- قبادی
- علی دلپذیر
- عباس مهردادیان
- حسن رضایی
- سپیده
- نیکتاج صبری
- حسن غفاری
- علی زندی
- گیسو
- منیره نجاتی